# 高镜涵
高镜涵，浙江杭州人，是一名清朝政治人物。
高镜涵曾于1847年接替金镕任青浦县知县一职，1848年由平翰接任。